# Lance Reddick
Lance Reddick (Baltimore, Maryland, 1962. június 7. – 2023. március 17.) amerikai színész és zenész. Olyan televíziós sorozatokban játszott főszerepeket, mint a Drót és A rejtély.

## Fiatalkora
Reddick a Maryland-i Baltimoreban született, Dorothy Gee és Salamon Reddick fiaként. A Friends School of Baltimore-ba járt. Tinédzserként zenét tanult a Peabody Előkészítő Intézetben és zeneelméletet tanított egy nyári programban, valamint zeneszerzést a Walden-iskolában. Miután a Rochesteri Egyetem-en az Eastman School of Music-ba járt, az 1980-as évek elekben Bostonba (Massachusetts) költözött, és 1991-ben beiratkozott a Yale School of Drama-ba.

## Halála
2023. március 17-én bejelentették, hogy Reddicket holtan találták Los Angeles-i otthonában.   A hírek szerint halálát természetes okok váltották ki.

## Filmográfia

### Film
| Év   | Magyar cím                                        | Eredeti cím                                | Szerep                                 | Magyar hang     |
| ---- | ------------------------------------------------- | ------------------------------------------ | -------------------------------------- | --------------- |
| 1998 | Szép remények                                     | Great Expectations                         | Anton Le Farge                         |                 |
| 1998 | Godzilla                                          | Godzilla                                   | katona a manhattani hídon              |                 |
| 1998 | Szükségállapot                                    | The Siege                                  | Floyd Rose FBI-ügynök                  | Galambos Péter  |
| 2000 | Álom Afrikáról                                    | I Dreamed of Africa                        | Simon                                  |                 |
| 2001 | Ne szólj száj                                     | Don't Say a Word                           | Arnie                                  | Varga Tamás     |
| 2002 |                                                   | Bridget                                    | Black                                  |                 |
| 2004 |                                                   | Brother to Brother                         | James Baldwin                          |                 |
| 2006 | Piszkos meló                                      | Dirty Work                                 | Manning                                | Betz István     |
| 2008 |                                                   | Tennessee                                  | Frank                                  |                 |
| 2009 | Árulás és megtorlás                               | The Way of War                             | fekete férfi                           | Forgács Péter   |
| 2010 | Jonah Hex                                         | Jonah Hex                                  | Smith                                  | Király Attila   |
| 2011 |                                                   | Remains                                    | Ramsey                                 |                 |
| 2012 | Nem hátrálunk meg                                 | Won't Back Down                            | Charles Alberts                        | Fazekas István  |
| 2013 | Az elnök végveszélyben                            | White House Down                           | Caulfield tábornok                     | Scherer Péter   |
| 2013 | Oldboy                                            | Oldboy                                     | Daniel Newcombe                        |                 |
| 2014 |                                                   | Faults                                     | Mick                                   |                 |
| 2014 |                                                   | The Guest                                  | Richard Carver őrnagy                  |                 |
| 2014 | Menyasszony kerestetik                            | Search Party                               | Cal                                    | Kálid Artúr     |
| 2014 | John Wick                                         | John Wick                                  | Charon                                 | Betz István     |
| 2015 |                                                   | Parallel Man: Infinite Pursuit (rövidfilm) | Atlas (hangja)                         |                 |
| 2015 |                                                   | Fun Size Horror (rövidfilm)                | Oscar                                  |                 |
| 2017 | John Wick: 2. felvonás                            | John Wick: Chapter 2                       | Charon                                 | Betz István     |
| 2018 |                                                   | Little Woods                               | Carter tiszt                           |                 |
| 2018 |                                                   | Canal Street                               | Jerry Shaw                             |                 |
| 2018 |                                                   | Monster Party                              | Milo                                   |                 |
| 2018 | Az otthoniak                                      | The Domestics                              | Nathan Wood                            | Papucsek Vilmos |
| 2019 | John Wick: 3. felvonás – Parabellum               | John Wick: Chapter 3 – Parabellum          | Charon                                 | Betz István     |
| 2019 | Támadás a Fehér Ház ellen 3. – A védangyal bukása | Angel Has Fallen                           | David Gentry titkosszolgálati igazgató | Betz István     |
| 2020 |                                                   | Faith Based                                | Pastor Mike                            |                 |
| 2020 | Sylvie szerelme                                   | Sylvie's Love                              | Herbert "Mr. Jay" Johnson              |                 |
| 2020 | Egy éj Miamiban…                                  | One Night in Miami                         | Kareem X                               | Papucsek Vilmos |
| 2021 | Godzilla Kong ellen                               | Godzilla vs. Kong                          | Guillermin                             |                 |
| 2023 | John Wick: 4. felvonás                            | John Wick: Chapter 4                       | Charon                                 | Papucsek Vilmos |
| 2023 | John Wick: 4. felvonás                            | John Wick: Chapter 4                       | Charon                                 | Király Attila   |
| 2023 | Zsákolj, ha tudsz!                                | White Men Can't Jump                       | Benji Allen                            |                 |
| 2023 |                                                   | The Caine Mutiny Court-Martial             | Luther Blakely kapitány                |                 |
| 2024 |                                                   | Shirley                                    | Wesley MacDonald "Mac" Holder          |                 |
| 2025 | Balerina                                          | Ballerina                                  | Charon                                 | Papucsek Vilmos |